# Mikaniopsis paniculata
Mikaniopsis paniculata là một loài thực vật có hoa trong họ Cúc. Loài này được Milne-Redh. mô tả khoa học đầu tiên năm 1956.